# Pero ochreicosta
Pero ochreicosta är en fjärilsart som beskrevs av Paul Dognin 1913. Pero ochreicosta ingår i släktet Pero och familjen mätare. Inga underarter finns listade i Catalogue of Life.